# Danza espiral
La danza espiral, también llamada la danza de la vid y la danza del tejedor, es un baile neopagano en grupo que hace hincapié en la comunidad y el renacimiento, aunque también se utiliza como una forma efectiva de aumentar el poder en un ritual. Aunque se originó en la tradición reclamaje, se ha convertido en un ritual más de la corriente neopagana, que es especialmente popular en los festivales, gracias a su alojamiento de un gran número de personas.